# هجوم ماينوك
هجوم ماينوك في 25 أبريل 2021، قتلت مجموعة كبيرة من متمردي تنظيم الدولة الإسلامية في غرب إفريقيا 33 جنديًا في ماينوك، وهي بلدة تقع على بعد 36 ميلاً (58 كيلومترًا) غرب مايدوجوري في ولاية بورنو نيجيريا. وصل المسلحون وهم يرتدون ملابس عسكرية مموهة، في أربع شاحنات مقاومة للألغام وناقلة جند مدرعة من طراز العقرب وعدة شاحنات بنادق. انقسموا إلى ثلاث مجموعات قبل مهاجمة قاعدة الجيش. في القاعدة دمرت الدولة الإسلامية - ولاية غرب إفريقيا دبابة T-55 القتالية، وسرقت عدة طائرات. هرب المهاجمون بينما نفذ سلاح الجو غارات جوية عليهم. عندما وصل الجنود من داماتورو ردًا، نصبت الدولة الإسلامية - ولاية غرب إفريقيا كمينًا للتعزيزات، مما أسفر عن مقتل ثلاثة وإصابة تسعة وسرقة عتاد الجنود الحكوميين. قصفت طائرة بدون طيار تابعة لسلاح الجو بطريق الخطأ سيارة تابعة للجيش مما أدى إلى مقتل 20.